# Pot Black 1973
Der Pot Black 1973 war ein Snooker-Einladungsturnier im Rahmen der Saison 1972/73. Das Turnier wurde vom 29. Dezember 1972 bis zum 1. Januar 1973 in den Pebble Mill Studios im englischen Birmingham ausgetragen und später im Fernsehen gezeigt. Der Australier Eddie Charlton konnte mit einem Finalsieg über Rex Williams aus England seinen Vorjahrestitel verteidigen. Zudem spielte er mit einem 110er-Break das höchste Break des Turnieres und das erste Century Break der Turniergeschichte.

## Preisgeld
Es ist lediglich bekannt, dass der Sieger des Turnieres ein Preisgeld von 1.000 £ bekam.

## Turnierverlauf
Die acht Teilnehmer des Turnieres wurden zu Beginn in zwei Gruppen aufgeteilt, in denen jeweils ein einfaches Rundenturnier ausgetragen wurde. Eine Gruppe setzte sich aus den bisherigen Gewinnern des Pot Blacks zusammen, die andere aus den übrigen Teilnehmern. Von jeder Gruppe kamen die besten zwei Spieler ins Halbfinale, ab dem das Turnier im K.-o.-System ausgetragen wurde. Jede Partie wurde von Sydney Lee geleitet und ging über genau einen Frame.

### Erste Gruppe
Die Fünfer-Gruppe setzte sich aus den Teilnehmern zusammen, die bisher noch nicht das Turnier hatten gewinnen können. Die Partie Alex Higgins versus John Pulman ging 101:50 aus, womit durch Foulpunkte die Maximalpunktezahl von 147 Punkten übertroffen worden war.
| Pos. | Spieler      | Partien | S | N | Frames |
| ---- | ------------ | ------- | - | - | ------ |
| 1    | Fred Davis   | 4       | 3 | 1 | 3:1    |
| 2    | Rex Williams | 4       | 2 | 2 | 2:2    |
| 2    | Jackie Rea   | 4       | 2 | 2 | 2:2    |
| 2    | John Pulman  | 4       | 2 | 2 | 2:2    |
| 5    | Alex Higgins | 4       | 1 | 3 | 1:3    |

| Spiel | Spieler 1    | Ergebnis | Spieler 2    |
| ----- | ------------ | -------- | ------------ |
| 1     | Fred Davis   | 01:01    | Alex Higgins |
| 2     | Fred Davis   | 01:01    | Jackie Rea   |
| 3     | Fred Davis   | 01:01    | Rex Williams |
| 4     | Alex Higgins | 01:01    | John Pulman  |
| 5     | John Pulman  | 01:01    | Fred Davis   |
| 6     | John Pulman  | 01:01    | Rex Williams |
| 7     | Jackie Rea   | 01:01    | Alex Higgins |
| 8     | Jackie Rea   | 01:01    | John Pulman  |
| 9     | Rex Williams | 01:01    | Alex Higgins |
| 10    | Rex Williams | 01:01    | Jackie Rea   |

### Zweite Gruppe
Die zweite Gruppe setzte sich aus den drei bisherigen Siegern des Pot Blacks zusammen.
| Pos. | Spieler        | Partien | S | N | Frames |
| ---- | -------------- | ------- | - | - | ------ |
| 1    | Eddie Charlton | 2       | 2 | 0 | 2:0    |
| 2    | Ray Reardon    | 2       | 1 | 1 | 1:1    |
| 3    | John Spencer   | 2       | 0 | 2 | 0:2    |

| Spiel | Spieler 1      | Ergebnis | Spieler 2    |
| ----- | -------------- | -------- | ------------ |
| 1     | Eddie Charlton | 01:01    | John Spencer |
| 2     | Eddie Charlton | 01:01    | Ray Reardon  |
| 3     | Ray Reardon    | 01:01    | John Spencer |

### Finalrunde
In seiner Halbfinalpartie gelang Eddie Charlton das angesprochene 110er-Break.

|  | Halbfinale 1 Frame | Halbfinale 1 Frame |              |                | Finale 1 Frame | Finale 1 Frame |
|  |                    |                    |              |                |                |                |
|  |                    |                    |              |                |                |                |
|  | Fred Davis         | 0                  |              |                |                |                |
|  | Rex Williams       | 1                  |              |                |                |                |
|  |                    |                    | Rex Williams | 0              |                |                |
|  |                    |                    |              | Eddie Charlton | 1              |                |
|  | Eddie Charlton     | 1                  |              |                |                |                |
|  | Ray Reardon        | 0                  |              |                |                |                |
|  |                    |                    |              |                |                |                |

#### Finale
Eddie Charlton hatte nicht nur die Gruppe der bisherigen Turniersieger gewonnen und im Halbfinale ein 110er-Break gespielt, sondern auch das Endspiel des Turnieres erreicht. Dort traf er auf Rex Williams, der zwar bereits einige Male am Pot Black teilgenommen hatte, aber noch nie das Finale erreicht hatte. Charlton konnte das Spiel gewinnen und wurde damit der zweite Spieler nach John Spencer mit zwei Pot-Black-Titeln.
| Finale: Best of 1 Frames Schiedsrichter/in: Sydney Lee Pebble Mill Studios, Birmingham, England, 1. Januar 1973 |                |                |
| Rex Williams | 0:1            | Eddie Charlton |
| 33:93 |                |                |
| – | Höchstes Break | –              |
| – | Century-Breaks | –              |
| – | 50+-Breaks     | –              |